# Teitelbaum Mózes (szatmári rebbe)
Teitelbaum Mózes (Moshe Teitelbaum) rabbi (Máramarossziget, 1914. november 1. – Manhattan, New York, USA, 2006. április 24.), a második szatmári rebbe, a Szatmár haszid mozgalom korábbi vezetője.
A Teitelbaum rabbidinasztia hatodik rebbe-generációjába tartozott: Haim Tzvi Teitelbaum szigeti rebbe fia, dinasztiaalapító névrokona, a híres újhelyi rebbe, Teitelbaum Mózes hatodik leszármazottja (nagyapja, a szigeti rebbe Hananjah Jom Tov Lipa Teitelbaum Teitelbaum Mózes rebbe dédunokája volt).
A szatmári rebbe székében fiú örökös nélkül elhunyt nagybátyját, Teitelbaum Joel főrabbit követte az ekkor már mintegy 100 000 fős, hatalmassá vált szatmári haszid mozgalom élén.

## Gyermekévei
Teitelbaum Mózes 1914. november 1-jén született, a szigeti rebbe, Haim Tzvi Teitelbaum második fiaként. Nem számított „trónörökösnek”, mivel a szigeti rebbét hagyományosan fia követte, jelen esetben Mózes bátyja, a későbbi szigeti rebbe, Jekusiel Jehuda Teitelbaum(II.)
Apja idő előtt, férfikora derekán hunyt el. Az ifjú Mózes ekkor csak kilencéves kisgyerek volt. Bátyjával bizonytalan helyzetbe kerültek apjuk halála után, hiszen a hagyomány szerint az idősebb fiúgyermek követte apját, ám Mózes bátyja, Jekusiel Jehuda Teitelbaum (II.) ekkor még szintén túl fiatal (kiskorú) volt.
Helyzetüket nehezítette, hogy apai nagyanyjuk, a korábbi szigeti rebbe özvegye nem támogatta unokáját a rebbeszék átvételében, hanem minden követ megmozgatott, hogy legkisebb fia és kedvence, Joel Teitelbaum rabbi (az ekkor ilosvai rabbiként ismert későbbi szatmári rebbe) kövesse testvérét (az ő elhunyt fiát) a rebbeszékben. Korábbi precedensre hivatkozott, amikor alkalmatlansági okokból nem a legidősebb fiú, hanem más családtag lett a rebbe, és hatalmas tekintélyét minden lehetséges helyen bevetette, hogy Joelt részesítsék előnyben.
A fiúk nagy szerencséjére mégis a hagyomány ereje bizonyult hatalmasabbnak: a hitközség ragaszkodott Mózes bátyjához, Jekusiel Jehudához. Elrendelték, hogy amíg a fiú(k) nagykorú(ak) nem lesznek, vigyázó szemek őrizzék őket, utána pedig Jekusiel Jehuda kapja meg a rebbeszéket.
Joel és – főként – büszkeségében sértett édesanyja, az idős rebbecen haragjukban elhagyták a várost (állítólag a rebbecen sosem tért vissza, még látogatóba sem).
Ekkor még sem Joel, sem a kicsi Mózes nem sejthette, hogy épp ez „bukás” lesz kettejük fényes jövőjének a kulcsa. Joel ugyanis Nagykárolyba ment rabbinak, ahonnan Erdély egyik legnagyobb (ortodox szempontból talán a legeslegnagyobb) zsidó közösségébe, Szatmárnémetibe hívták meg főrabbinak. Ettől a ponttól beszélhetünk a Teitelbaumokról mint szatmári rebbedinasztiáról. Joel lett ugyanis az első haszid értelemben vett szatmári rebbe, és az ő székét örökölte meg aztán az ifjú Teitelbaum Mózes.
Teitelbaum Joel nem sokáig haragudott a fiúkra (a kezdeti kudarcért kárpótolhatta a szigeti rebbeszéknél is nagyobb nyereség: Szatmár), és föltehetően kevésbé is neheztelt rájuk, mint anyja (valószínű, hogy a rebbecen még Joelnél is inkább akarta, hogy fia szigeti rebbe legyen). Ezt jelzi az is, hogy segített az árván maradt fiúk nevelésében. Rajta kívül gyakorlatilag az egész család, rokonok, barátok, de anyai nagyapja, Shulem Eliezer Halberstam ratzferti rabbi is.

## Házassága és ifjú évei
A szokásokhoz híven neves rabbidinasztiából származó lányt vett feleségül: unokatestvérét, Meir Leát, Hanoh Heinoh Meir karecskai rabbi lányát. 1936-ban kötöttek házasságot. Apósa, aki nagy rabbi hírében állt, őt bízta meg a karecskai jesiva vezetésével.
1939-ben Zenta rabbija lett (a Szatmár haszidok körében máig létezik a „zentai rabbi” cím), egészen deportálásáig.

## A holokauszt alatt
1944 tavaszán a magyar hatóságok megkezdték a deportálást. Joel Teitelbaum szatmári rebbe – egyedüliként az egész dinasztiából – megmenekült a Kasztner-vonattal a deportálás elől.
Mózes bátyjának, korábbi ellenfelének, Jehuda Jekutiel Teitelbaum szigeti rebbének (aki egyben Joel veje is volt) szintén felajánlotta a menekülés lehetőségét, de Jehuda Jekutiel visszautasította. Haszidjai élén ment a halálba.
Nem tudni pontosan, Joel felajánlotta-e Mózesnek is a menekülés eme titkos és soha vissza nem térő lehetőségét. Annyi bizonyos, hogy Teitelbaum Mózes nem élt vele. Bátyjához hasonlóan híveivel együtt deportálták. Auschwitzba kerültek.
Teitelbaum Mózes gyakorlatilag mindenkijét elveszítette: bátyja, egész családjával együtt odaveszett Auschwitzban, és ugyanitt lelte halálát Mózes felesége, Lea és mindhárom gyermekük is. Mózes életben maradt. Auschwitzból Tröglitzbe[forrás?], később pedig Theresienstadtba került, a tábor felszabadításáig.

## Második házassága
A világháború után özvegyen maradt Teitelbaum Mózes rabbi, miután meggyászolta feleségét, gyermekeit, valamint bátyját és annak családját, másodszorra is megházasodott. A Teitelbaum rabbidinasztia egy másik tagjának, Aaron Teitelbaum (Volovo) volovói rabbinak a lányát vette feleségül, akivel visszatért szülővárosába, Máramarosszigetre, elfoglalva bátyja megürült helyét.

## Szigeti rebbe
Mivel bátyja, az utolsó szigeti rebbeként számon tartott Jehuda Jekutiel családjával (tehát örököseivel) együtt meghalt a holokauszt alatt, Mózes átvette helyét a máramarosszigeti rabbiszékben. Elvileg ő lett tehát a szigeti rebbe, bár a haláltáborokban nagyon megfogyatkozott, töredékére csökkent kis közösség rebbéjének lenni már rég nem azt jelentette, mint egykoron.

## A kommunizmus alatt
A kommunizmus végképp ellehetetlenítette a vallásos zsidóság életét, különös tekintettel a haszidizmusra. A szent nap, a szombat munkanap lett (a szabad szombatot csak 1981-ben vezették be), a kalap „polgári csökevény”, a kereskedőkre ferde szemmel néztek, boltjaikat államosították. A haszid viseletet megbélyegezték, a vallásos zsidóságot ellehetetlenítette az ateista állami propaganda. Míg az Auschwitzból hazatért nem vallásos vagy éppen ateista zsidók (akik nem ritkán épp Auschwitzban vesztették el hitüket), gyakran maguk is kommunistákká váltak, ez alatt a vallásos zsidók, különösen pedig a külsőségeikhez ragaszkodó haszidok, ellehetetlenültek, sokszor pedig üldöztetésnek is ki voltak téve. E mellett a zsidóságot sem kímélte a román elrománosító, kisebbségellenes állami berendezkedés, a kommunizmus köntösébe bújtatott vadnacionalizmus (ez szintén az asszimilációt élesen elutasító haszid és ortodox zsidókat sújtotta a leginkább).
Később, amikor a kommunista államok szembe helyezkedtek Izraellel, divatba jött a harcos anticionizmus is, mely alkalmat adott a sokszor nem is burkolt antiszemitizmusra.
Sokszor olyanokat hurcoltak meg, akik valójában nem voltak cionisták, csupán vallásosságuk, vagy éppen asszimiláció-ellenességük szúrta az ateista és internacionalista kommunista állam vezetői szemét (elsősorban Ceauşescuét). Sok zsidót politikai okokból bélyegeztek cionistának, másokat egyszerű antiszemita indíttatásból.
A zsidók menekültek Romániából. Volt aki azért, mert nem élhette meg vallását, volt aki viseletéhez ragaszkodott, volt aki azért, mert nem űzhette hagyományos foglalkozását tovább (pl. kereskedelem – csak állami kereskedelem folyhatott), volt, akit elüldöztek vagy száműztek, és volt, aki a jobb boldogulás vagy a szabad gondolkodás és élet reményében hagyta el az országot. Az minden esetre tény, hogy az ötvenes évek elején még kétszázezer körüli létszámú zsidóságból a rendszerváltás idejére mindössze tizenötezer romániai zsidó maradt (hasonlóan menekültek el az erdélyi szászok is, igaz, ők legtöbben rögtön a rendszerváltás után). Végül odáig mérgesedett a helyzet, hogy Románia több tízezer zsidót egyszerűen deportált Izraelbe. Ezt Mózes rabbi és a máramarosi haszidok már nem várták meg. Teitelbaum Mózes hamar megérezte a kommunista hatalom szellemi nyomását és feleségével Amerikába emigrált. Nem sokkal később haszidjai is követték, kisebb-nagyobb csoportokban.

## Amerikában
Amerikában New Yorkban, Williamsburgben (Brooklyn) telepedett le, ahol szigeti rebbeként vált híressé. Kapcsolódott nagybátyja, a már jóval korábban kint dolgozó és ott új haszid birodalmat építő szatmári rebbe, Joel Teitelbaum ekkor már több tízezres Szatmár haszid mozgalmához, és édesapjáról elnevezett bet midrást (zsidó oktatási központot) alapított a mozgalmon belül. 1966-tól Boro Parkban dolgozott tovább.

## Szatmári rebbe
Nagybátyja halála után ő örökölte annak székét. 1979-ben szatmári rebbévé avatták.
Az örökösödés némi feszültséget okozott a Szatmár haszidizmuson belül. A gondot most is egy rebbecen, Joel özvegye, Alta Fajga Teitelbaum okozta, aki nem akarta őt elfogadni rebbeként. Az ok lehet akár a szatmáriak és a szigetiek ősi ellenszenve egymás iránt, de ez a haszidizmust követők között nem volt annyira jellemző, másrészt az egykor meglévő ellentéteket a holokauszt teljesen eltörölte, a szigetiek pedig csatlakoztak a szatmári mozgalomhoz. Az zavarta volna, hogy olyasvalaki veszi át a szatmári rebbeszéket, aki egyben szigeti rebbe is? Ez is valószínűtlen. Sokkal inkább személyes okok álltak a háttérben: a rebbecen egyik vejét támogatta, de hasztalanul.
A Szatmár haszidok egy kis része nem fogadta el Mózest rebbének, és a rebbecent követte. Fokozatosan eltávolodtak az irányzat fővonalától. Ők ma Bnei Yoel néven külön kis irányzatot képviselnek a szatmár haszidizmuson belül. Kissé gúnyosan „A rebbecen haszidjai”, vagy „kegener” (jiddisül: ellenkezők) vagy „misnagdim” (opponensek) néven szokták említeni a fővonalbeli haszidok. Egy részük Mózes rebbe halála után visszatért a mozgalomhoz és kihasználva az újabb örökösödési vitát Mózes idősebb fiával szemben a harmadik fiát ismerik el rebbének. Mások viszont sosem tértek vissza, megmaradtak „a rebbecen haszidjainak”, akik csak Joel emlékét tisztelik. Kis számú közösséget alkotnak.
Rebbeként nagy tekintélynek örvendett, erős kézzel vezette a nagybátyja által felépített „birodalmat”, és utódlását is biztosította gyermekeiben. Abban azonban, hogy ki legyen az utódja, élete végén nem volt elég határozott. Ennek súlyos következményei lettek.
Második házasságából négy fia és két leánya született. Nyolcvanhat unokája és nagyon sok dédunokája született. Még élt, amikor megszületett legidősebb kislány ükunokája (aki egyébként épp a rebbe halála napján, de még ükapja életében született).

## Tanai
Folytatta elődje, Joel Teitelbaum rebbe tanítását az anticionista haszid judaizmus útján. Továbbra is tagadta Izrael létjogosultságát, támogatta a Palesztinai Felszabadítási Szervezetet, megtagadta az ivrit nyelv használatát (meg is kérdőjelezve létjogosultságát), kiállva a jiddis mellett, felszólított a Messiás-várásra. Egészében a Szatmár haszid mozgalom már meglévő paradigmájában maradt. Bővebben lásd: Joel Teitelbaum rebbe (Tanai).

## Főműve
- Egy öt kötetes haszid kommentárkötetet írt a Bibliáról, melynek címe Berach Moshe.

## Utódai
Bár egész életében a legidősebb fiát nevelte utódjaként, élete végén kétértelmű döntést hozott: harmadik fiának, a rendkívül népszerű Jekusiel Jehuda (Zalman Leib) Teitelbaum rabbinak egy addig nem létező, fontos rabbiszéket hozott létre, és kétértelmű kijelentéseket is tett. Ezt sokan úgy értelmezték, hogy harmadik fiát kívánja utódjaként tudni. Mások azt is megkérdőjelezik, hogy ezt valóban megtette, illetve ha igen, önszántából tette-e. Elképzelhető, hogy csak elszólás, vagy az aggkor szeszélye mondatta vele. Mindenesetre mindkét fia rebbének tekinti önmagát, követőik pedig rebbévé is avatták őket. Ezzel tehát ketté szakadt a Szatmár haszid irányzat. Ez nem afféle kis csoport-leszakadás volt, mint a „rebbecen haszidjai” esetében, hanem valódi haszid skizma.
Mindkét rabbi hatalmas tömegeket tart kezében: az idősebb fiú, a hagyomány szerinti örökös Aaron Teitelbaum rebbe a második és harmadik legnagyobb Szatmár haszid közösséget és a hozzájuk tartozó kisközösségeket (ezzel ő uralja a nagyobb tábort, még ha ez nagyságrendileg nem is sokkal jelentősebb öccse támogatóinál), köztük a Teitelbaum Joel alapította Kiryas Joel (illetve Kiryas Yoel – jelentése: Joel Városa) várost, illetve a harmadik fiú, Jekusiel Jehuda (Zalman Leib) Teitelbaum rebbe, aki a legnagyobb Szatmár haszid közösség élén áll Williamsburgben, de őt támogatja a Jeruzsálemiek egy része, számos kis közösség és a „rebbecen haszidjai” egy része is, akiket ők „A rejtőzködő szerelem” népének hív.
A két rebbe tehát:
- Aaron Teitelbaum, jelenlegi szatmári rebbe (1949–), Kiryas Joel székhellyel, Teitelbaum Mózes (Szatmár) legidősebb fia. A vizhnitzei dinasztia rebbéjének, Moshe Yehoshua Hagernek a veje.
- Jekusiel Jehuda (Zalman Leib) Teitelbaum (1952–), jelenlegi szatmári rebbe, Williamsburg székhellyel, Teitelbaum Mózes (Szatmár) harmadik fia.

Mindkettejük ragaszkodik székéhez, és mindkettejüknek van örököse.

### Magyar nyelven
- Szatmári hasszidizmus

## Szépirodalmi hivatkozás
- Deborah Feldman: Unortodox – A másik út. Libri, Budapest, 2020